# Josep Espar i Ticó
Josep Espar i Ticó (Barcelona, 22 de desembre de 1927 - Barcelona, 20 d'agost de 2022) fou un empresari, polític i activista cultural català.

## Biografia
L'any 1950 es llicencià en Dret per la Universitat de Barcelona. L'any 1954 s'uní al grup Crist i Catalunya, format pel catolicisme catalanista de postguerra. El 19 de maig de 1960 fou un dels impulsors dels Fets del Palau de la Música, en què en un homenatge al poeta Joan Maragall en plena dictadura el públic va arrencar a cantar el Cant de la senyera que s'havia convertit en l'himne substitutiu d'Els segadors, aleshores prohibit, i anteriorment ho va ser en l'afer Galinsoga.
L'any 1961 fou un dels fundadors de la discogràfica Edigsa que promogué la Nova Cançó i de la Llibreria Ona el 1962. També intervingué en la campanya «Volem bisbes catalans» i al Congrés de Cultura Catalana, del que en fou gerent (1975-1977) i membre del seu patronat. L'any 1974 fou un dels fundadors del partit polític Convergència Democràtica de Catalunya. Es presentà al Senat per Convergència i Unió a les eleccions generals de 1979 però no fou elegit.
Més endavant, participà en la creació el 1976 del diari Avui, el primer en català després de la desfeta de la Guerra Civil espanyola, la revista infantil Cavall Fort i l'editorial L'Arc de Berà. L'any 1984 rebé la Creu de Sant Jordi de la Generalitat de Catalunya. De 1984 a 1986 fou secretari general del II Congrés Internacional de la Llengua Catalana.
Participà de manera activa en el «Col·lectiu per un bon traçat del TGV» creat el 2007, que intentà aconseguir que el traçat del tren d'alta velocitat evités el temple de la Sagrada Família de Barcelona. Una de les seves últimes batalles fou la de tirar endavant el Tercer Congrés Catalanista 2008-2009, que considerà indispensable. L'any 2020 la Universitat Catalana d'Estiu li va concedir el Premi Canigó.
Morí el 20 d'agost de 2022 a la seva ciutat natal, als 94 anys. La notícia fou avançada per la Fundació Congrés de Cultura Catalana, entitat de la qual era patró vitalici, després d'haver estat al capdavant de moltes iniciatives encaminades a la normalització política i cultural del país.

## Obres
- Amb C de Catalunya. Memòries d'una conversió al catalanisme (1936-1963). 1994. ISBN 978-84-297-3745-5
- Moral de victòria. Camins per a la plenitud de Catalunya. 1996. ISBN 978-84-86887-35-3
- Catalunya sense límits. Memòries, 1963-1996. 2001. ISBN 978-84-297-4816-1
- Petita història de Catalunya. 2002. ISBN 8483344211
- Els stops a la història de Catalunya. 2003. ISBN 8495988062
- Em dic Catalunya i vull presentar-me. 2005.